# Jeanne Maillotte
« Maillotte » redirige ici. Pour l’article homophone, voir Mayotte.
Jeanne Maillotte est un personnage légendaire de l'histoire de Lille, qui aurait contribué à repousser une attaque des hurlus en 1582.
C'est en son honneur que le club de tir à l'arc de Lille porte son nom.

## Histoire

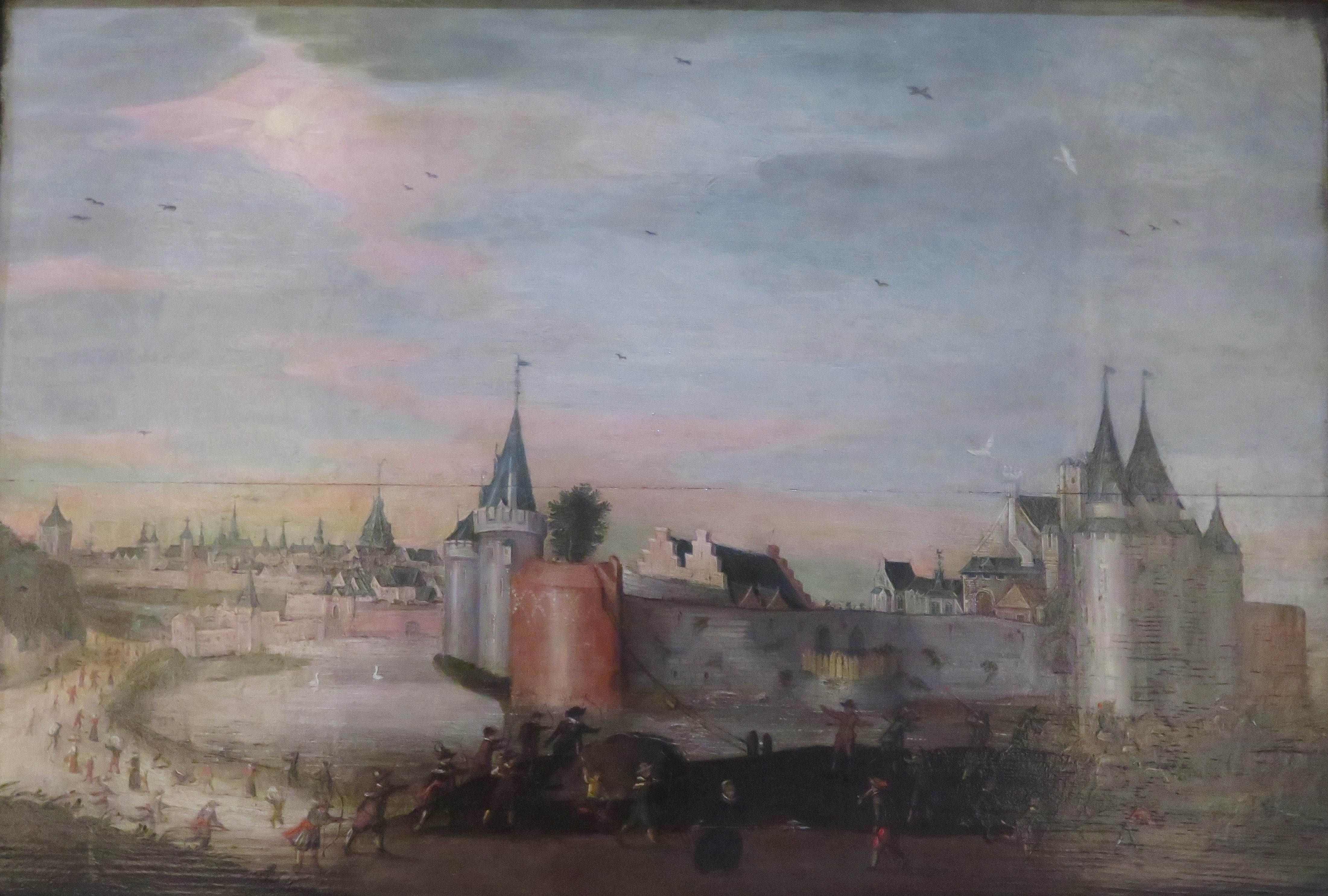
Jeanne Maillotte au combat devant le château de Courtrai

Un récit du XIXe siècle évoque un épisode historique lillois situé dans le contexte des conflits religieux du XVIe siècle entre catholiques et protestants : le 29 juillet 1582, une bande de hurlus aurait attaqué la ville de Lille par le faubourg de Courtrai, provoquant la stupeur de la population.
Une cabaretière du nom de Jeanne Maillotte travaillant dans une échoppe de la place aux Bleuets aurait alors alerté les archers de la confrérie de Saint Sébastien et galvanisé la résistance des habitants au point de parvenir à repousser cette attaque.
Si l'existence de ce personnage n'est pas prouvée, la légende a eu du succès, suscitant des œuvres d'art, chansons populaires (un poème du chansonnier Alexandre Desrousseaux par exemple) et l'inauguration d'une statue à Lille en 1935, œuvre d'Edgar Boutry.
Une rue Jeanne-Maillotte dans le centre de Lille lui rend hommage, ainsi que dans la commune voisine de La Madeleine.